# Francisco Bauzá
Francisco Bauzá (Montevideo, 7 de octubre de 1849 - 4 de diciembre de 1899) fue un político, escritor y profesor uruguayo. Entre sus numerosos estudios pueden encontrarse escritos de carácter social, económico, literario, jurídico, pedagógico e histórico.

## Biografía
Hijo del coronel independentista Rufino Bauzá y de Bernabela Argerich, inició su carrera como periodista en su juventud, en varios diarios de alcance metropolitano, en los que llegó a ser colaborador y redactor. Se casó con María Schiaffino Ruano.
Entre 1880 y 1882 se editó su obra cumbre Historia de la dominación española en el Uruguay, considerada por muchos historiadores como la mayor obra de la historiografía uruguaya. En ella investigó la historia colonial del país, el período de ochenta años anteriores a la Revolución de 1811 y reivindicó la figura de José Gervasio Artigas.
Fue periodista de El Nacional. Fueron objeto de su atención temas económicos, sociales, políticos, religiosos, jurídicos, pedagógicos y de literatura. Entre sus libros se cuentan los Estudios literarios (1885) y los Estudios constitucionales (1887).
Se opuso a la reforma escolar de José Pedro Varela, a la que criticó en aspectos organizativos, doctrinarios y programáticos. Asimismo, y desde su posición de católico, cuestionó la concepción laica de la reforma. Con tal espíritu, impulsó la Sociedad Católica de Enseñanza Libre, que fue fundada en 1882 y presidida por el obispo Inocencio Yéregui.
Fue el primer presidente del Círculo Católico de Obreros, fundado el 21 de junio de 1885.

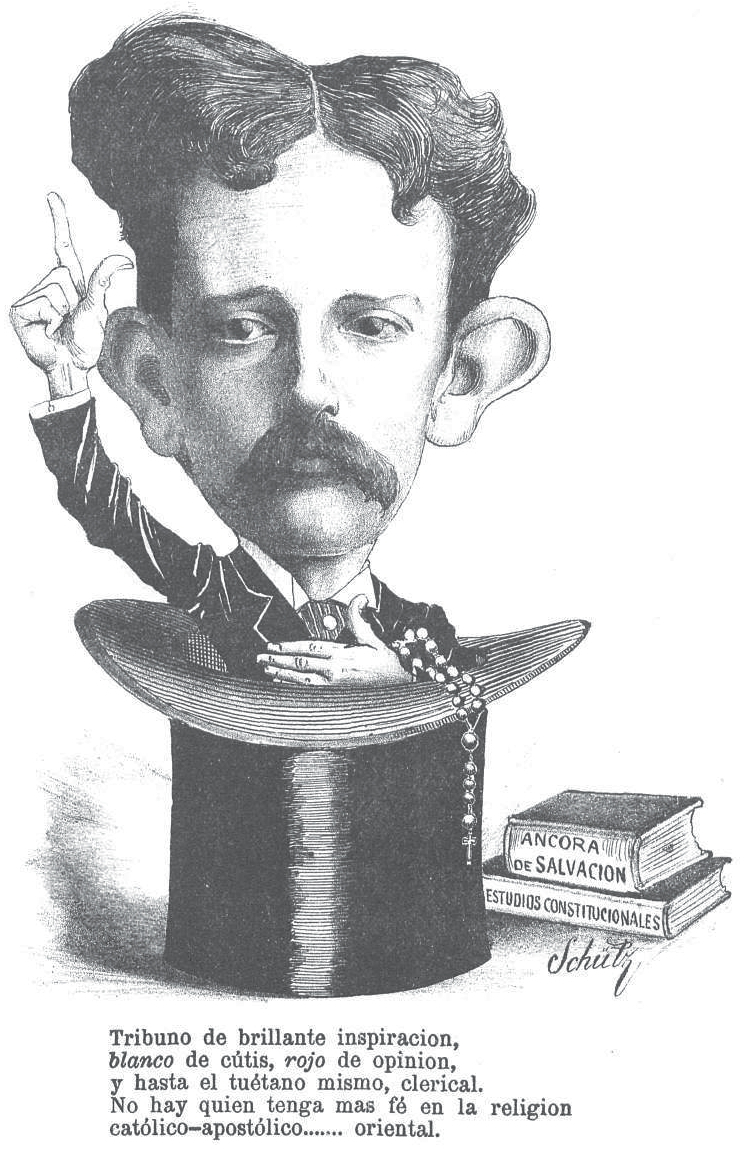
Caricatura de Francisco Bauzá por Charles Schütz, publicada en Caras y Caretas en 1890.

Militó en el Partido Colorado, en filas conservadoras y clericales. Fue diputado y senador en varios periodos, y se hizo célebre por su elocuencia. Representó a su país en Brasil como ministro plenipotenciario. Le asignaron misiones diplomáticas en Argentina. Durante el gobierno de Julio Herrera y Obes fue ministro de Gobierno.
En 1893 fue candidato a la Presidencia de la República, en los comicios en los cuales resultaría electo Juan Idiarte Borda. Para ese período de gobierno fue elegido senador de la República.
Una de sus últimas actividades políticas fue integrar el Consejo de Estado de 1898 que había sido creado por decreto del presidente Juan Lindolfo Cuestas.

## Obra
- Estudios teórico-prácticos sobre la institución del Banco Nacional (1874)
- Ensayos sobre la formación de una clase media (1876)
- Historia de la dominación española en el Uruguay (1880-1882)
- Estudios literarios (1885)
- Estudios constitucionales (1887)
- Los poetas de la revolución